# 島根県立平田高等学校
島根県立平田高等学校（しまねけんりつ ひらたこうとうがっこう）は、島根県出雲市平田町に所在する公立の高等学校。通称は「平高」（ひらこう）。

## 設置学科
- 普通科

## 沿革
- 1916年 - 島根県簸川郡平田町外十村学校組合立平田農学校として開校。
- 1919年 - 島根県立簸川郡平田農学校に改称。
- 1920年 - 郡立学校に移管。
- 1922年 - 商業科を開設、島根県簸川郡立平田実業学校に改称。
- 1929年 - 県立学校に移管、島根県立平田高等実業女学校に改変。平田実業学校の生徒募集停止。
- 1931年 - 島根県立平田実業学校廃校。
- 1934年 - 農学部開設、島根県立平田高等実業女学校を島根県立平田実業学校に改称。
- 1941年 - 農学部及び女学部が、それぞれ、島根県立平田農業学校、島根県立平田高等女学校に分離。
- 1946年 - 島根県立平田農林学校に改称。
- 1948年 - 島根県立平田高等女学校を統合し、普通科と農業科を持つ島根県立平田高等学校に改変。
- 1962年 - 農業科廃止。
- 1963年 - 現在地に移転。

## 部活動
近年は体育部では陸上競技部（駅伝）や柔道部、文化部では吹奏楽部や美術部が全国大会に出場している。柔道部は第36回全国高等学校柔道選手権大会男子81kg級で優勝している。陸上競技部は全国高校駅伝大会に3年連続で出場している。
吹奏楽部は、平成25年度の第37回全国高等学校総合文化祭（長崎大会）に出場した。また、第19回日本管楽合奏コンテスト全国大会に予選を勝ち抜いて出場し、優秀賞と特別賞（バンドジャーナル賞）を受賞している。毎年3月に行う定期演奏会は令和3年度で第37回を迎える。
野球部が、第92回選抜高等学校野球大会の21世紀枠での出場が決まっていたが、新型コロナウイルス感染症の流行により出場が幻となった（出場回数にはカウントされている。）。なお、救済措置として2020年甲子園高校野球交流試合に出場した（創成館と対戦し、0-4で敗戦）。
体育部
- 陸上競技部
- 柔道部
- 剣道部
- 卓球部
- バレーボール部
- バスケットボール部
- テニス部
- サッカー部
- 野球部
- ソフトテニス部
- 空手同好会

文化部
- 吹奏楽部
- ESS部
- 自然科学部
- 茶道部
- 書道部
- 写真部
- JRC部
- 美術部
- 文芸図書部
- 放送部

## 著名な出身者
- 飯塚俊之 - 出雲市長
- 錦織良成 - 映画監督。
- 錦織育子 - 棒高跳び元日本記録保持者。
- 小片悦子（おがっち） - フリーアナウンサー、ラジオパーソナリティ。
- 佐々木健志 - 柔道選手。
- 佐々木ちえ - 柔道選手。
- 福田大和 - 柔道選手。

## 最寄駅
- 一畑電車 雲州平田駅